# Уланьхуа
Уланьхуа (кит. 乌兰花站, пін. Wūlánhuā Zhàn) — залізнична станція в КНР, розміщена на Цзінін-Ерляньській залізниці між станціями Тумуертай і Баян-Хара.
Розташована в хошуні Сунід – Правий стяг (аймак Шилін-Гол, автономний район Внутрішня Монголія). Відкрита в 1954 році.